# Ganymède (lune)
Vous lisez un « article de qualité » labellisé en 2017.  Il fait partie d'un « thème de qualité ».
Pour les articles homonymes, voir Ganymède (homonymie).
Ganymède, de nom international Jupiter III Ganymede, est un satellite naturel de Jupiter. Sur l'échelle des distances au centre de Jupiter, il s'agit du septième satellite naturel connu de la planète et du troisième satellite galiléen. Terminant une orbite en approximativement sept jours terrestres, il participe à une résonance orbitale dite de Laplace, de type 1:2:4, avec Europe et Io. D'un diamètre de 5 268 kilomètres, dépassant de 8 % celui de la planète Mercure et de 2 % celui de Titan, la plus grande lune de Saturne, Ganymède est le plus gros satellite naturel de Jupiter et le plus gros de tout le Système solaire. Étant constitué en quantités à peu près égales de roches silicatées et de glace d'eau, sa masse n'est que 45 % de celle de Mercure (constituée de roches et de métaux), mais reste la plus importante de tous les satellites planétaires du Système solaire, atteignant 2,02 fois celle de la Lune.
Ganymède est un corps totalement différencié, constitué d'un noyau liquide riche en fer et d'un océan sous la glace de surface, lequel pourrait contenir plus d'eau que tous les océans de la Terre réunis. Les deux grands types de terrains de sa surface couvrent pour environ un tiers des régions sombres, criblées de cratères d'impacts et âgées de quatre milliards d'années et, pour les deux tiers restants, des régions plus claires, recoupées par des rainures larges et à peine plus jeunes. La cause de cette perturbation géologique n'est pas bien connue, mais est probablement le résultat d'une activité tectonique provoquée par un réchauffement par effet de marée.
C'est le seul satellite du Système solaire connu possédant une magnétosphère, probablement créée par convection à l'intérieur du cœur ferreux liquide. Sa faible magnétosphère est comprise à l'intérieur du champ magnétique beaucoup plus important de Jupiter et connectée à lui par des lignes de champ ouvertes. Le satellite a une fine atmosphère qui contient de l'oxygène atomique (O), du dioxygène (O2) et peut-être de l'ozone (O3) ; de l'hydrogène atomique est également présent en faible proportion. On ignore encore si le satellite possède une ionosphère associée à son atmosphère ou non.
Bien que Ganymède puisse être vu à l'œil nu dans le ciel nocturne, il est considéré comme formant, avec Io, la première paire d'objets à avoir été tant détectés que résolus à l'aide d'un instrument d'optique. Leur découverte est en effet attribuée à Galilée, qui les observe séparément pour la première fois le 7 janvier 1610 à Padoue avec une lunette astronomique de sa fabrication. Le nom du satellite galiléen est ensuite suggéré par l'astronome Simon Marius, d'après le Ganymède mythologique. Pioneer 10 est la première sonde à l'examiner de près. Les sondes Voyager ont affiné les mesures de sa taille, tandis que la sonde Galileo a découvert son océan souterrain et son champ magnétique. La prochaine mission programmée pour explorer le système jovien est le Jupiter Icy Moon Explorer (JUICE) de l'Agence spatiale européenne, dont le lancement a été effectué le 14 avril 2023 pour une durée d'un peu plus de 12 ans avec une mise en orbite autour de Ganymède à partir de décembre 2034.

## Histoire

### Découverte et dénomination

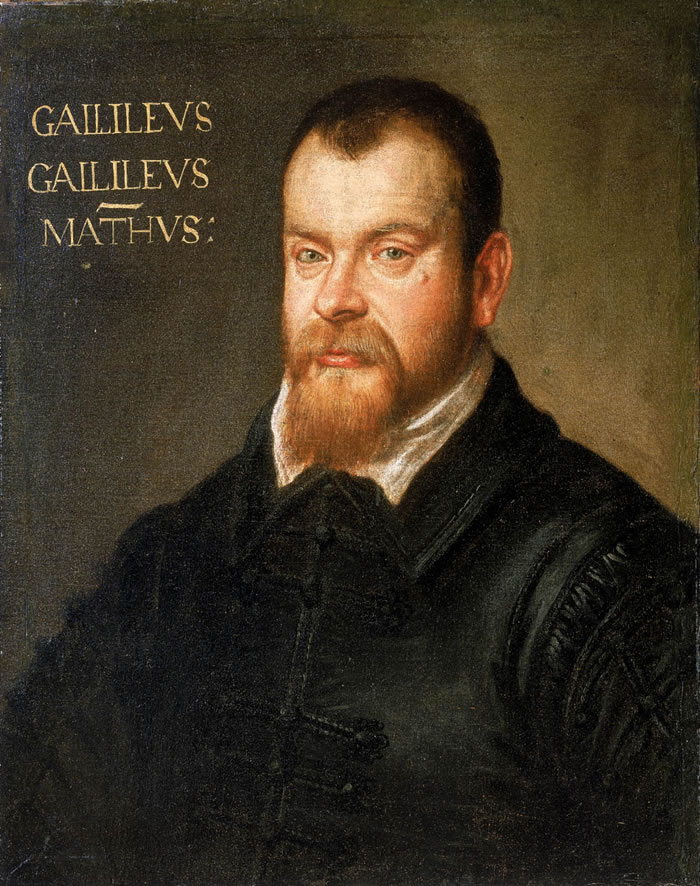
Portrait en buste de Galilée par Domenico Tintoretto (1605-1607).

Le 7 janvier 1610 à Padoue, Galilée observe avec une lunette astronomique de sa fabrication ce qu'il prend pour trois étoiles proches de Jupiter, qui s'avèrent être Ganymède, Callisto et la lumière combinée de Io et d'Europe. La nuit suivante, il remarque qu'elles se sont déplacées. Le 13 janvier, il voit les quatre objets d'un seul tenant pour la première fois, bien qu'il ait vu au moins une fois chacune des lunes auparavant. Le 15 janvier, Galilée conclut que ces étoiles sont en fait des corps orbitant autour de Jupiter,,. Il réclame le droit de nommer les lunes ; il envisage un temps Cosmica Sidera avant d'opter pour Medicea Sidera (« étoiles médicées[réf. nécessaire] »).
L'astronome français Nicolas-Claude Fabri de Peiresc suggère des noms tirés de la famille Médicis pour les lunes, mais sa proposition n'est pas retenue. Simon Marius, qui prétend avoir découvert les satellites galiléens dès novembre 1609 mais n'a pas publié ses observations avant 1614, essaie de nommer les lunes la « Saturne de Jupiter », la « Jupiter de Jupiter » (pour Ganymède), la « Vénus de Jupiter » et la « Mercure de Jupiter », mais cette nomenclature n'a jamais été retenue. Sur une suggestion de Johannes Kepler,, Marius tenta à nouveau de nommer les lunes :
« … Iupiter à poëtis ob illicitos maximè amores arguitur: Inprimis autem celebrantur tres fœminæ Virgines, quarum furtivo amore Iupiter captus & potitus est, videlicet Io Ianachi Amnis filia: Deinde Calisto Lycaonis, & deniq; Europe Agenoris filia: Quin etiam impensius amavit Ganymedem puerum formosum, Trois Regis filium, adeo etiam ut assumptâ àquilæ figurâ, illum humeris impositum, in cœlum transportavit, prout fabulantur poetæ, inprimis autem Ovidius lib.I o.fab.6. Itaque non male fecisse videor, si Primus à me vocatur Io. Secundus Europa: Tertius ob luminis Majestatem Ganymedes Quartus denique Calisto.… »
— Simon Marius, Mundus Iovialis anno M.DC.IX Detectus ope perspicilli Belgici, 1614
        
« Jupiter est accusé par les poètes d'amours des plus illicites ; trois jeunes femmes vierges sont surtout mentionnées, car Jupiter fut saisi et possédé d'un amour caché pour elles, à savoir Io, fille d'Inachos, ensuite Callisto fille de Lycaon, et enfin Europe fille d'Agénor ; de plus il aima vivement Ganymède, beau jeune homme fils du roi Tros, au point qu'ayant pris la forme d'un aigle il le transporta au ciel posé sur ses épaules, selon ce que racontent les poètes, surtout Ovide [Métamorphoses] I, 6. Ainsi, je ne crois pas avoir mal fait si le premier est appelé par moi Io, le deuxième Europe, le troisième Ganymède en raison de la majesté de sa lumière, et enfin le quatrième Callisto. »

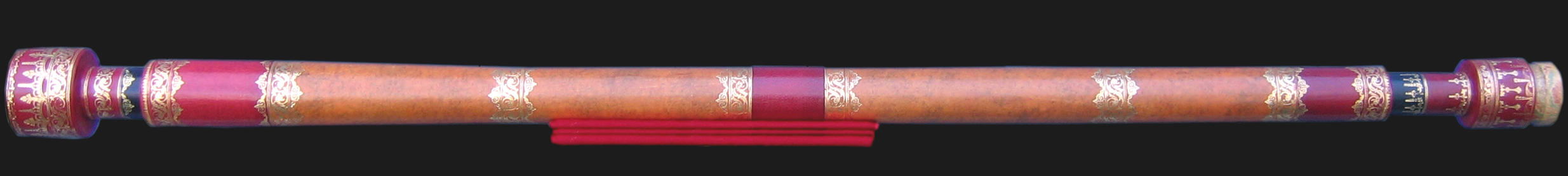
Réplique de la plus ancienne lunette astronomique conservée, attribuée à Galilée, exposée à l'observatoire Griffith de Los Angeles.

Le nom de Ganymède et des autres satellites galiléens tombe en désuétude jusqu'au milieu du XXe siècle. Dans la plupart des premiers documents astronomiques, Ganymède est plutôt évoquée par sa désignation numérique en chiffres romains, un système introduit par Galilée : Jupiter III ou le « troisième satellite de Jupiter ». À la suite de la découverte des lunes de Saturne, un système de dénomination basé sur celui de Kepler et Marius est utilisé pour les lunes de Jupiter. Ganymède est la seule lune galiléenne de Jupiter nommée d'après un personnage masculin[réf. nécessaire].
La découverte de Ganymède est généralement créditée à Galilée. Cependant, d'après les archives de l'astronomie chinoise, Gan De aurait découvert en 362 av. J.-C. une lune de Jupiter à l’œil nu, probablement Ganymède, soit près de deux millénaires avant l'astronome italien,. Les lunes galiléennes peuvent en effet être distinguées à l'œil nu, lors de leur élongation maximale et dans des conditions d'observation exceptionnelles.

### Exploration

#### Missions passées

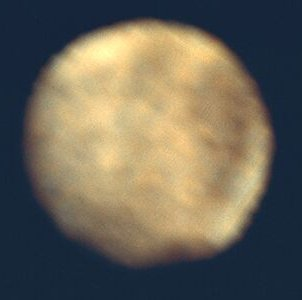
Ganymède en 1973 par Pioneer 10.

Quelques sondes survolant ou orbitant Jupiter ont exploré Ganymède de plus près, y compris quatre survols dans les années 1970 et plusieurs passages dans les années 1990 et 2000.
Pioneer 10 s’est approchée en premier en 1973 et Pioneer 11 en 1974. Ces sondes ont renvoyé des informations sur le satellite, avec une détermination plus précise des caractéristiques physiques et une résolution de 400 km des éléments de la surface. La distance la plus proche entre Pioneer 10 et Ganymède a été de 446 250 km.
Voyager 1 et Voyager 2 ont été les suivantes, passant à côté de Ganymède en 1979. Elles ont précisé sa taille et révélé qu’elle est supérieure à celle de Titan, une lune de Saturne que l’on croyait auparavant être plus grosse. Le terrain rainuré a aussi été aperçu.

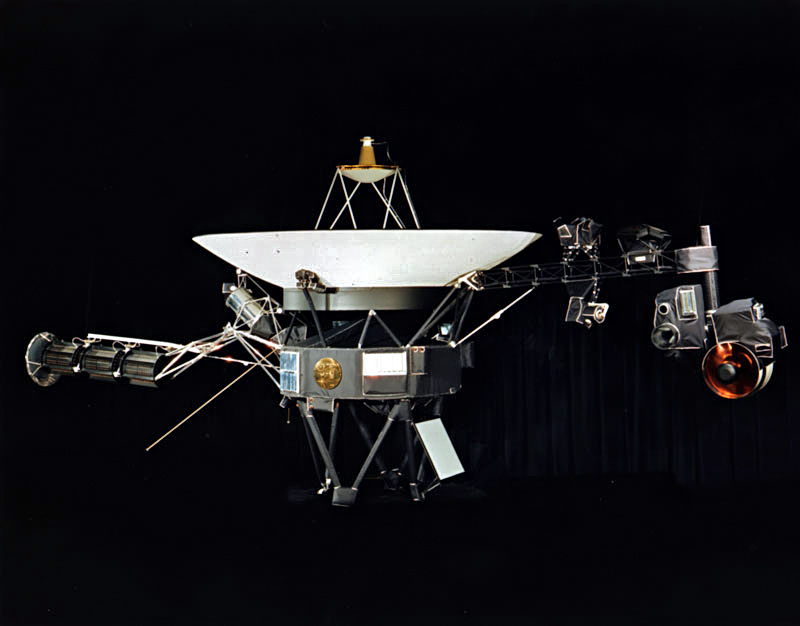
La sonde Voyager.

En 1995, la sonde Galileo s'est placée en orbite autour de Jupiter, puis a effectué six survols d’exploration rapprochés de Ganymède entre 1996 et 2000. Ces survols sont G1, G2, G7, G8, G28 et G29. Lors de son survol le plus proche, G2, Galileo passa à seulement 264 km de la surface de Ganymède. On a découvert le champ magnétique ganymédien durant le survol G1 de 1996 tandis que la découverte de l’océan a été annoncée en 2001,. Galileo a transmis un grand nombre d’images spectrales et découvert quelques-uns des composés non glacés de la surface de Ganymède. La sonde qui a exploré le plus récemment Ganymède de près était New Horizons, qui passa à proximité en 2007 sur son chemin pour Pluton. New Horizons réalisa les cartes de la topographie et de la composition de Ganymède alors qu'il passait à grande vitesse,.

#### Projets de missions en cours
L'Europa Jupiter System Mission (EJSM) était un projet de mission commun entre la NASA et l'ESA pour explorer de nombreuses lunes de Jupiter, dont Ganymède. Une date de lancement avait été proposée pour 2020. En février 2009, les agences annoncèrent que la priorité a été donnée à cette mission face à la Titan Saturn System Mission. L'EJSM était composée du Jupiter Europa Orbiter de la NASA, du Jupiter Ganymede Orbiter de l'ESA, et éventuellement du Jupiter Magnetospheric Orbiter de Agence d'exploration aérospatiale japonaise. La contribution de l’ESA a été confrontée à une compétition financière d'autres projets de cette agence, mais le 2 mai 2012, la partie Européenne de la mission, renommée Jupiter Icy Moon Explorer (JUICE), a reçu un créneau de lancement L1 avec une Ariane 5 pour 2022 dans le programme scientifique Cosmic Vision de l'ESA. La sonde orbitera autour de Ganymède et conduira plusieurs études de Callisto et d'Europe par survols.
Un orbiteur autour de Ganymède basé sur la sonde Juno a été proposé en 2010 pour la Planetary Science Decadal Survey. Les instruments probables comprenaient une caméra à résolution moyenne, un magnétomètre à grille de flux, un spectromètre à imageries visible et proche-infrarouge, un altimètre laser, des paquets de plasma à faible et à haute énergies, un spectromètre de masse ionique et neutre, un spectromètre à imagerie ultraviolette, un capteur d'ondes radio et plasma, une caméra à angle étroit, et un radar de sous-surface.
L’Institut de recherche spatiale de l'Académie des sciences de Russie a évoqué la mission Laplace-P, avec un accent mis sur l’astrobiologie. Cet atterrisseur pour Ganymède serait une mission partenaire de JUICE,. Si le projet est sélectionné, le lancement aurait lieu en 2024, encore que son calendrier pourrait être révisé et aligné sur celui de JUICE. Fin 2013, le gouvernement russe a alloué 50 millions de roubles à la mission Laplace-P, ancien nom du projet, pour une proposition technique en 2015. Une vidéo promotionnelle de Roscosmos postée en 2016 suggère quant à elle un lancement pour la décennie suivante, si la Russie arrive à surmonter les difficultés techniques et financières pesant sur la mission,.

#### Projets de missions annulés
Une autre proposition pour orbiter autour de Ganymède était le Jupiter Icy Moons Orbiter. Il était conçu pour utiliser la fission nucléaire afin de fournir de l’électricité à la sonde, un moteur ionique pour la propulsion, et aurait étudié Ganymède de façon plus détaillée qu’auparavant. Cependant, la mission a été annulée en 2005 en raison de coupes budgétaires. Une autre ancienne proposition était « The Grandeur of Ganymede » (en français, « la Grandeur de Ganymède »).

### Projets de colonisation

Vue d'artiste du vaisseau interplanétaire de Space X près de l'atmosphère de Jupiter.

La possibilité de s'établir sur Ganymède, voire de le terraformer, a été étudiée à plusieurs reprises. Ainsi, la Lifeboat Foundation publia en 2012 une étude sur la colonisation des lunes de Jupiter en tant que colonies potentielles alternatives à celle de Mars,. En septembre 2016, Space X révéla le projet Interplanetary Transport System, dont le rôle a été étendu au transport d'êtres humains vers des destination lointaines du Système solaire dont Europe et les autres lunes joviennes,,.
L'intérêt de ce satellite naturel s'explique par plusieurs avantages potentiels. En effet, avec sa gravité proche de celle de la Lune, les effets de la dégénérescence musculo-squelettique seraient limités et les fusées dépenseraient peu de carburant en décollant. Sa petite magnétosphère protégerait mieux les colons que sur d'autres astres. Quant à la glace d'eau présente en grande quantité dans le sous-sol, elle permettrait de générer pour les colons de l'oxygène pour respirer, de l'eau potable et du carburant à fusée. L'océan sous-glacial permettrait de faire d'importants progrès scientifiques en montant de nombreuses missions d'explorations,.
Mais la colonisation de Ganymède devrait aussi surmonter de nombreuses difficultés. Ainsi, concernant la santé des colons, la petite magnétosphère du satellite est dominée par celle plus puissante de Jupiter, les exposant à des taux de radiation élevés, tandis que la faible gravité cause une dégénérescence des muscles et de la densité des os. Enfin, la longueur du voyage et les coûts financiers associés au manque d'infrastructure et à l'éloignement de la Terre sont des risques supplémentaires à prendre en compte,.

## Caractéristiques astronomiques

### Orbite
Ganymède orbite en moyenne à 1 070 400 kilomètres de Jupiter, soit au troisième rang des satellites galiléens et au septième rang des satellites naturels connus de la planète. Il accomplit une révolution tous les sept jours et trois heures. Comme la plupart des lunes, la rotation de Ganymède est verrouillée par les effets de marée gravitationnelle, ce qui fait que le satellite a une face tournée en permanence vers la planète. Son orbite est très légèrement excentrique et inclinée au niveau de l'équateur jovien, dont l'excentricité et l'inclinaison changent quasi-périodiquement sous l'effet des perturbations gravitationnelles solaire et planétaire sur une échelle de temps de plusieurs siècles. Les gammes de changement sont respectivement de 0,0009–0,0022 et 0,05–0,32°. Ces variations orbitales font osciller l'inclinaison de l'axe (l'angle entre l'axe de rotation et l’axe orbital) entre 0 et 0,33°.

### Rotation

Les résonances orbitales de Ganymède, Europe et Io.

Ganymède est en résonance orbitale avec Europe et Io : pour chaque révolution de Ganymède autour de Jupiter, Europe en effectue deux, et Io quatre,. La conjonction supérieure entre Io et Europe se produit toujours lorsque Io est à son périzène (au plus près de Jupiter) et Europe à son apozène (au plus loin de Jupiter). La conjonction supérieure entre Europe et Ganymède se produit quand Europe est à son périzène. Les longitudes des conjonctions Io–Europe et Europe–Ganymède changent au même rythme, ce qui empêche toute triple conjonction des lunes. Une résonance complexe de ce genre est appelée « résonance de Laplace ».

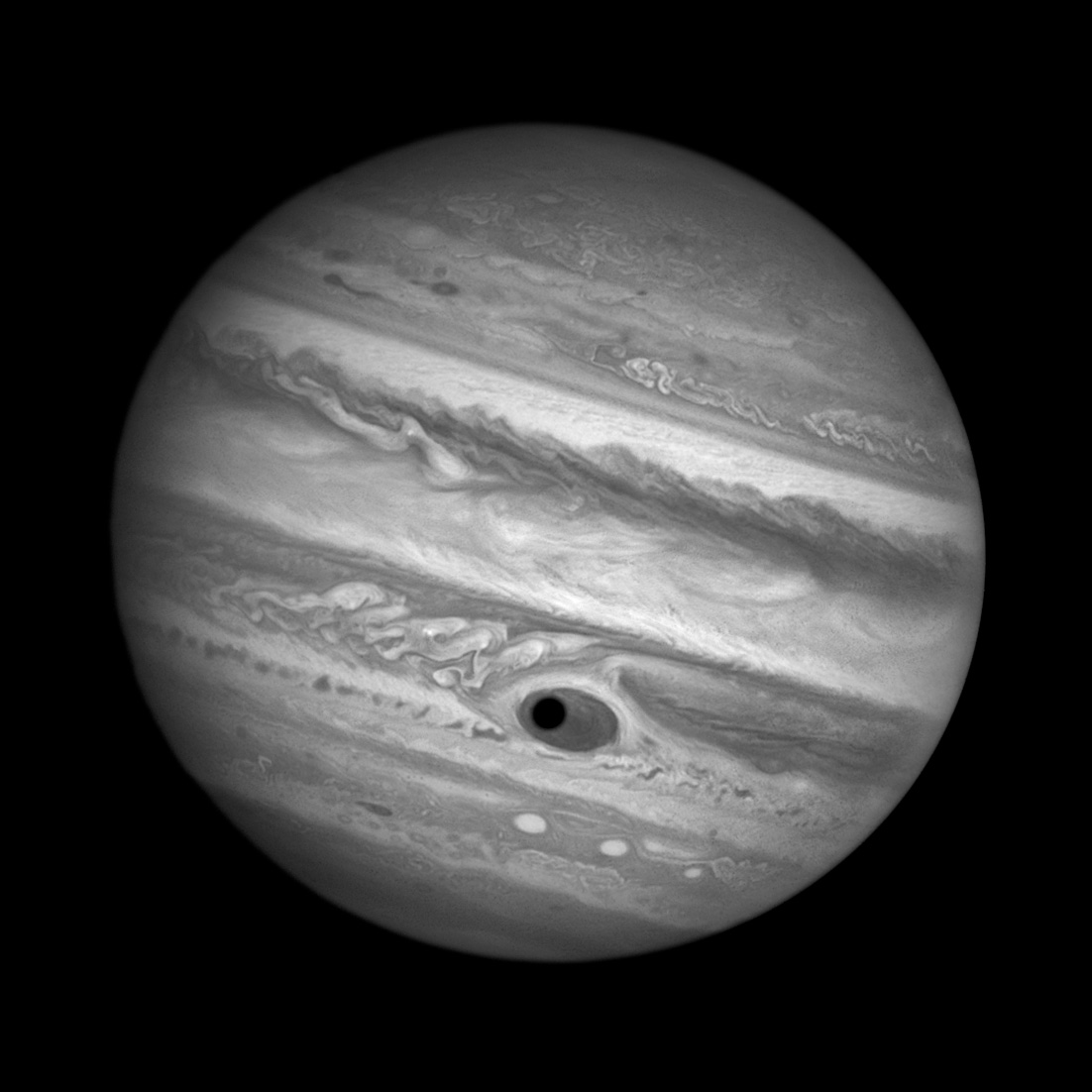
Grande Tache rouge de Jupiter sous l'ombre d'une éclipse de Ganymède.

La résonance de Laplace actuelle est incapable de faire osciller l'excentricité de l'orbite de Ganymède sur une valeur plus élevée. Sa valeur d'environ 0,0013 est probablement le vestige d'une époque où cette oscillation était possible. L'excentricité orbitale ganymédienne est un peu déroutante ; sans oscillation actuelle, elle aurait dû diminuer il y a longtemps du fait de la dissipation de marée à l'intérieur de Ganymède. Cela signifie que le dernier épisode d'excitation de l'excentricité s'est déroulé il y a seulement quelques centaines de millions d'années. À cause de cette excentricité orbitale relativement faible, le réchauffement de marée de la lune est aujourd'hui négligeable. Mais il se peut que Ganymède soit passé autrefois par une ou plusieurs résonances de Laplace capables de renforcer son excentricité orbitale vers une valeur plus élevée de 0,01 à 0,02,. C'est la cause probable du réchauffement de marée significatif à l'intérieur de Ganymède ; la formation des surfaces rainurées pourrait être le fait d'un ou plusieurs épisodes de réchauffement,.
Deux hypothèses expliqueraient l'origine de la résonance de Laplace entre Io, Europe et Ganymède. Elle existerait depuis le début du Système solaire pour la première, tandis qu'elle se serait développée après sa formation pour la seconde. Dans ce dernier scénario, la séquence proposée est la suivante : les marées entre Io et Jupiter auraient augmenté, provoquant l'élargissement de l'orbite du satellite jusqu'à provoquer une résonance de ratio 2:1 avec Europe ; l'élargissement se serait poursuivi, mais une partie du moment angulaire se serait transférée à Europe via la résonance, ce qui aurait également élargi son orbite ; le processus se serait poursuivi jusqu'à ce qu'Europe provoque à son tour une résonance du même type, cette fois-ci avec Ganymède. Finalement, les vitesses de dérive de conjonctions entre les trois lunes se seraient synchronisées et bloquées sous la forme de la résonance de Laplace.

### Visibilité

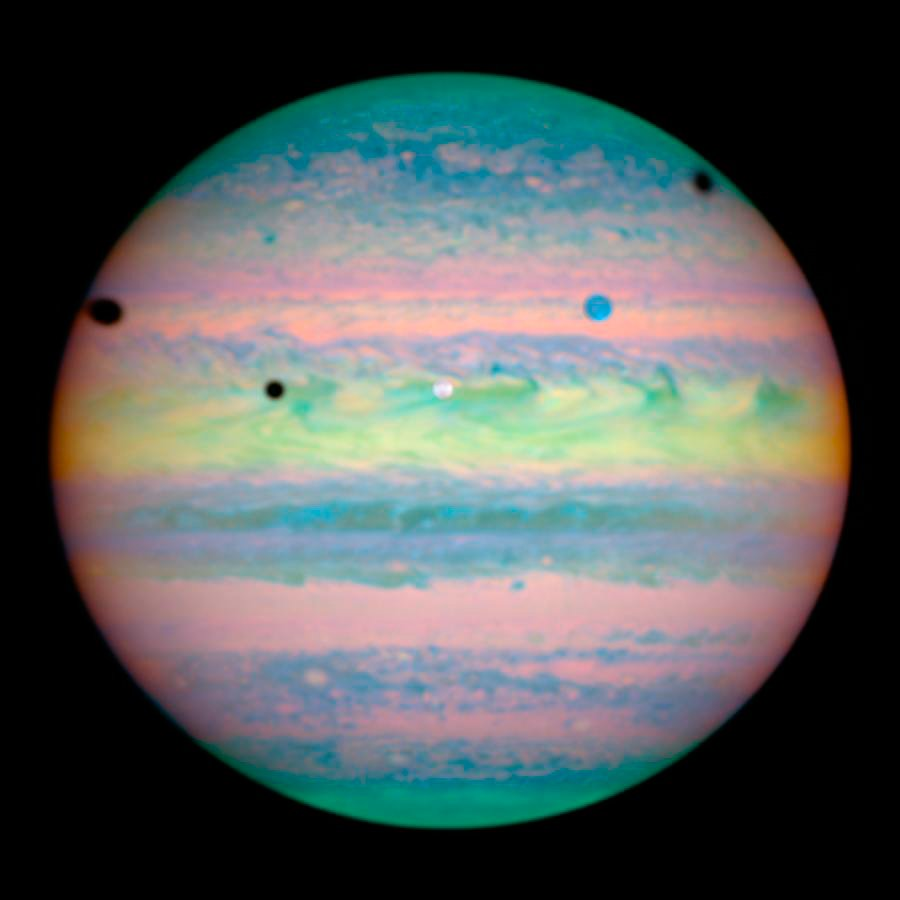
Triple éclipse de Jupiter par les lunes galiléennes Ganymède (disque bleu à droite ; ombre la plus à gauche), Io (disque blanc ; ombre légèrement à gauche) et Callisto (non visible ; ombre la plus à droite). Image en fausses couleurs prise à différentes longueurs d'onde infrarouges.

À l'opposition, la magnitude apparente de Ganymède atteint 4,61 ± 0,03 ; à son élongation maximale, il peut être possible de le distinguer de Jupiter à l'œil nu depuis la Terre dans des conditions d'observation favorables, de préférence en cachant l'éclat de Jupiter avec un objet. Lors de l’opposition de Jupiter en 2022, deux astronomes amateurs français ont réussi à observer et à identifier plusieurs structures à la surface de Ganymède, en particulier la grande région sombre de la région de Galilée.
Ganymède, comme tous les autres satellites galiléens, produit des éclipses à la surface de Jupiter, parfois en même temps que d'autres,,. Il fait aussi l'objet d'occultations par la planète pour l'observateur terrestre.

## Caractéristiques physiques

### Masse et dimensions

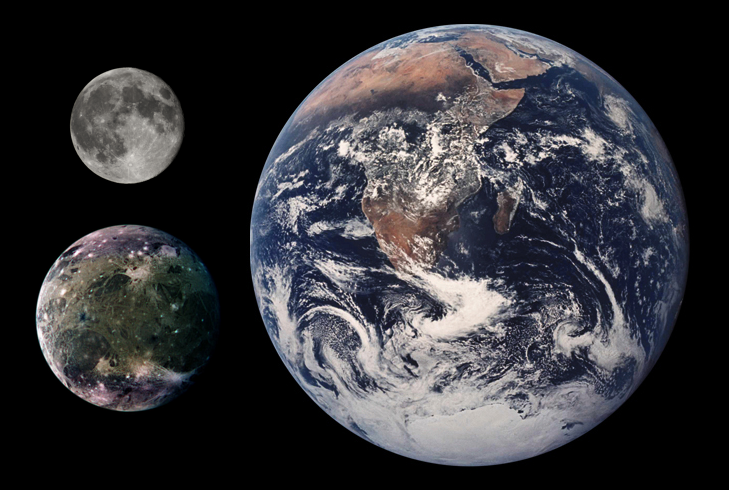
Comparaison des tailles de la Terre, de la Lune et de Ganymède.

Avec environ 5 260 km de diamètre, Ganymède est le plus grand satellite naturel du Système solaire, légèrement plus grand que le second, Titan (5 150 km), un satellite de Saturne. Il est aussi plus grand que la planète Mercure (4 878 km) et la planète naine Pluton,,. Dans le système jovien, le deuxième plus grand satellite est Callisto (4 821 km).
Ganymède, s'il reste le plus massif de tous les satellites naturels avec 1,481 9 × 1023 kg, représente 45 % de la masse de Mercure (3,302 × 1023 kg) à cause de sa plus faible masse volumique (1,942 × 103 kg/m3 contre 5,427 × 103 kg/m3), indicatrice d'une composition interne comportant une forte proportion de glace plutôt que de roche,,. De fait, bien qu'il soit presque une fois et demi plus grand, la gravité à la surface de Ganymède est plus faible que sur la Lune (0,146 g contre 0,165 4 g).

### Composition
La densité moyenne de Ganymède, 1,936 g/cm3, suggère une composition comprenant des matières rocheuses et de l’eau à parts égales, cette dernière étant principalement sous forme de glace,. La fraction massique de glace est 46 à 50 % plus faible que sur Callisto, mais sa masse totale reste la plus importante de tous les satellites planétaires du Système solaire, atteignant 2,02 fois celle de la Lune. Des glaces volatiles supplémentaires comme l’ammoniac pourraient être également présentes,. La composition exacte de la roche de Ganymède n'est pas connue, mais elle est probablement proche de celle des chondrites ordinaires de type L/LL, qui se caractérisent par moins de fer total, moins de fer métallique, et moins d'oxyde de fer que les chondrites H. Le rapport en poids du fer par rapport au silicium est de 1,05 à 1,27 sur Ganymède, tandis que le ratio solaire est d'environ 1,8.
La surface de Ganymède a un albédo d’environ 43 %. La glace d’eau semble être omniprésente à la surface, avec une proportion en masse de 50-90 %, significativement plus que pour l’ensemble de la Lune. La spectroscopie proche infrarouge a révélé la présence d’une forte bande d’absorption en glace d’eau aux longueurs d’onde 1,04, 1,25, 1,5, 2,0 et 3,0 μm. Le terrain rainuré est plus brillant et sa composition est plus glacée que celle du terrain sombre. L’analyse à haute-résolution des spectres proche infrarouge et ultraviolet obtenus par la sonde Galileo et depuis la Terre ont révélé des matériaux non aqueux : du dioxyde de carbone, du dioxyde de soufre, et peut-être du cyanogène, de l’acide sulfurique et des composés organiques variés,. Les résultats de Galileo ont aussi montré du sulfate de magnésium (MgSO4) et peut-être du sulfate de sodium (Na2SO4) à la surface de Ganymède,. Ces sels pourraient provenir de l’océan sous-glaciaire.
La surface ganymédienne est asymétrique ; l’hémisphère avant est plus brillant que l’hémisphère arrière. C’est la même situation qu’Europe, mais l’inverse est également vrai pour Callisto. L’hémisphère arrière de Ganymède apparaît être enrichi en dioxyde de soufre,. La distribution du dioxyde de carbone ne montre pas d’asymétrie hémisphérique, même si cet élément n’est pas observé au niveau des pôles,. Tous les cratères d’impact du satellite (sauf un) ne présentent aucun enrichissement en dioxyde de carbone, ce qui le distingue aussi de Callisto. Les niveaux de dioxyde de carbone de Ganymède se sont probablement épuisés dans le passé.

### Structure interne

Représentation artistique en coupe de la structure interne de Ganymède. Les couches sont dessinées à l'échelle.

Ganymède semble être complètement différencié en un noyau de fer-sulfure de fer(II) et en un manteau de silicates,. Les épaisseurs exactes des couches internes dépendent de la composition supposée des silicates (dont l'olivine et le pyroxène) et de la quantité de soufre dans le noyau,,. À cause de la présence importante d'eau et de son intérieur différencié, Ganymède est le corps céleste avec le plus faible moment d'inertie normalisé du système solaire (0,31).

#### Océans sous-glaciaires
Dans les années 1970, les scientifiques de la NASA soupçonnent la présence d'un épais océan entre deux couches de glace, l'une en haut et l’autre en bas,,,,. Dans les années 1990, la sonde Galileo de la NASA survole Ganymède et confirme l'existence de l'océan lunaire. Une étude publiée en 2014 prenant en compte la thermodynamique réaliste pour l'eau et les effets du sel suggère que Ganymède pourrait posséder plusieurs couches d'océans séparées par différentes phases de glace. La couche liquide la plus basse serait juste à côté du manteau rocheux,,,. Le contact entre la roche et l'eau pourrait être un facteur important dans l'origine de la vie. L'étude mentionne aussi qu'à cause des profondeurs extrêmes (environ 800 km jusqu'au « fond marin » rocheux), les températures au bas d'un océan convectif (adiabatique) peuvent aller jusqu'à 40 K au-dessus de celles de l'interface glace-eau. En mars 2015, des chercheurs rapportent que des mesures effectuées par le télescope spatial Hubble prouvaient la présence d'un océan sous-glaciaire sur Ganymède en étudiant comment ses aurores se déplacent à la surface. Un grand océan d'eau salée contenant plus d'eau que tous les océans de la Terre réunis affecte le champ magnétique de Ganymède, et donc ses aurores,,,.
L'océan de Ganymède a fait l'objet de spéculations sur son habitabilité potentielle,.

#### Noyau
L’existence d'un noyau liquide riche en fer est une explication naturelle de la présence d'un champ magnétique intrinsèque, tel que détecté par la sonde spatiale Galileo. Les mouvements de convection du fer liquide, dont la conductivité électrique est élevée, est le générateur de champ magnétique le plus vraisemblable. La densité du noyau est de 5,5–6 g/cm3 et celle du manteau de silicates est de 3,4–3,6 g/cm3,,,. Le rayon du noyau pourrait atteindre jusqu'à 500 km. La température au sein du noyau est probablement de 1 500–1 700 K et la pression doit atteindre 10 GPa,  (100 000 atm).

### Surface

#### Structures

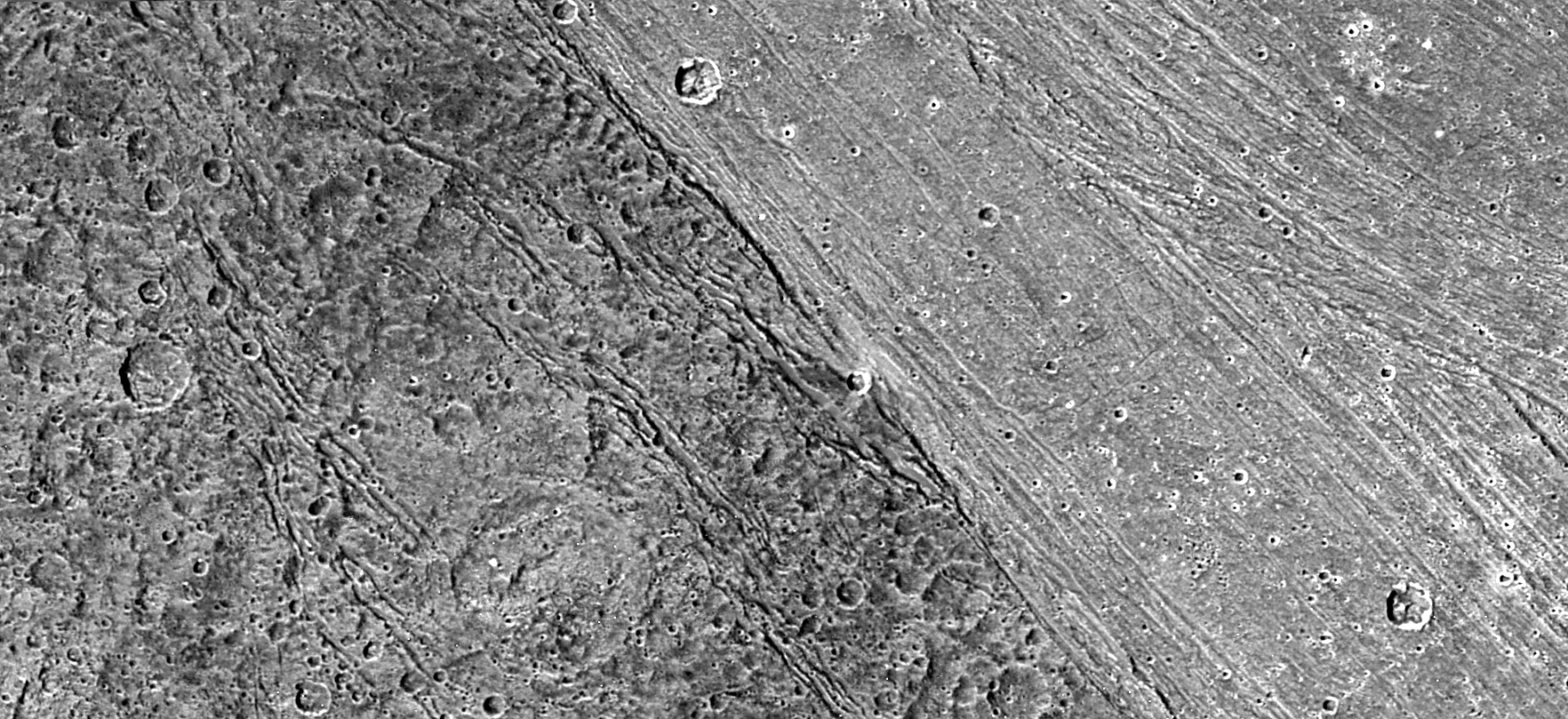
La frontière très nette entre la région de Nicholson (gauche de l'image) et Harpagia Sulcus (droite) à la surface de Ganymède, photographiée par la sonde Galileo.

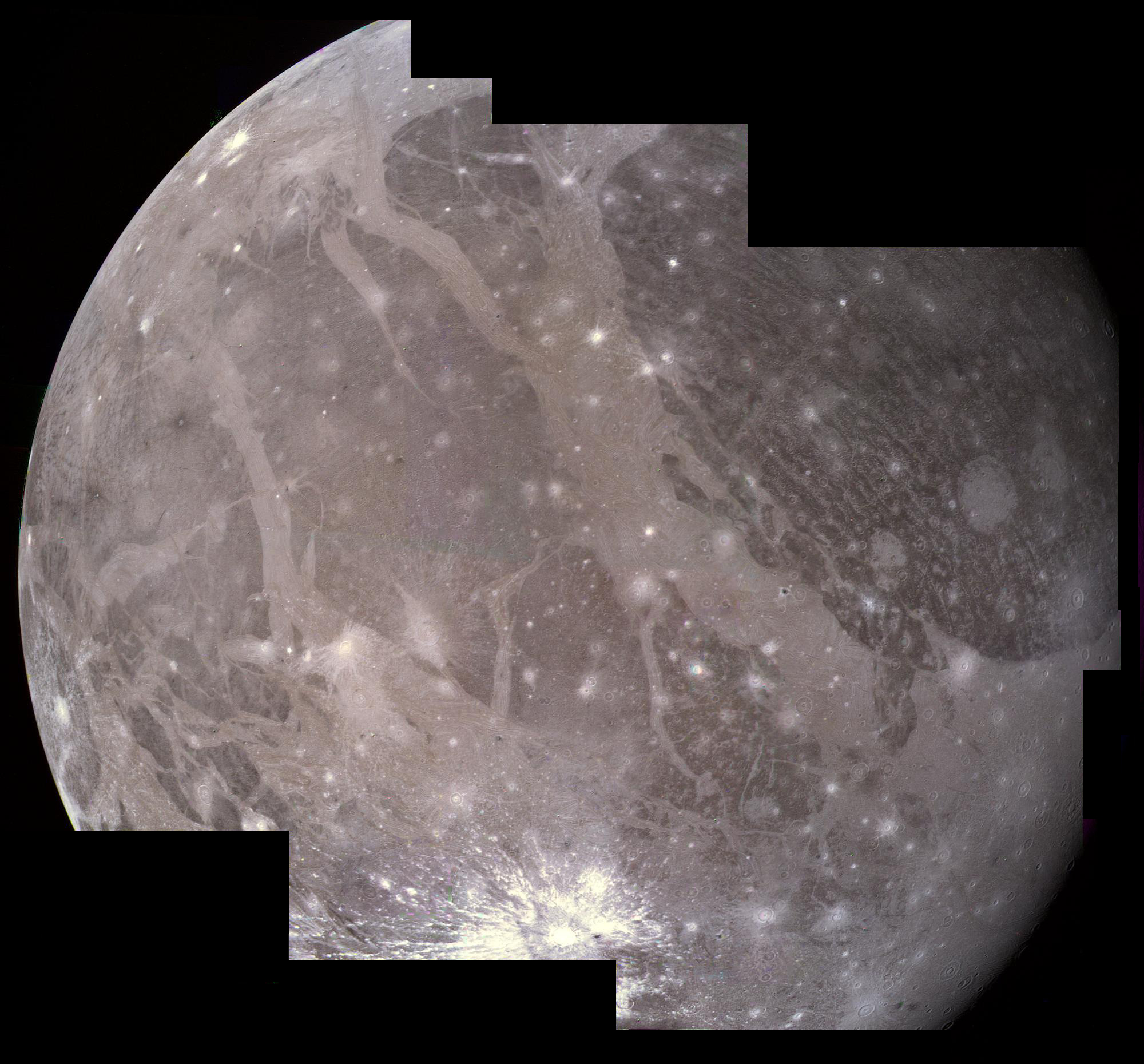
Mosaïque d'images prises par Voyager 2 de l'hémisphère anti-jovien de Ganymède. La région sombre ancienne de la région de Galilée se trouve au nord-est. Elle est séparée de la région sombre plus petite Marius Regio à l'ouest par la bande plus brillante et jeune d'Uruk Sulcus. La glace fraîche éjectée du cratère relativement récent Osiris a créé des rayures brillantes au sud.

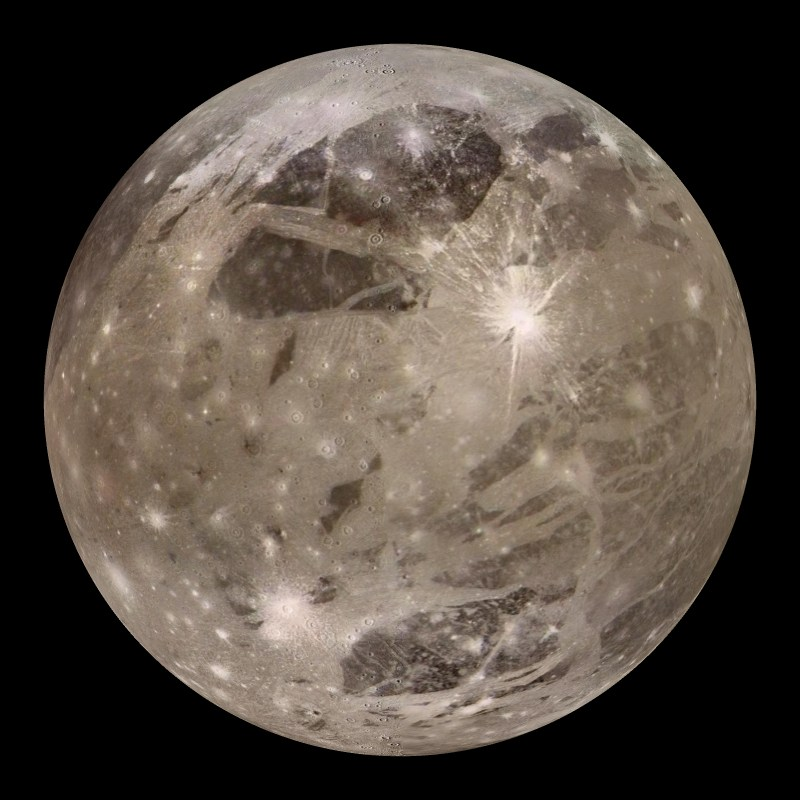
Représentation de Ganymède centré au niveau de la longitude 45° Ouest. Les zones sombres au nord et au sud sont les régions Perrine et Nicholson ; les cratères blancs rayés sont Tros (au nord-est) et Cisti (au sud-ouest).

La surface de Ganymède est un mélange de deux types de terrains : des régions sombres très anciennes, fortement couvertes de cratères d'impact, et des régions plus claires et plus jeunes (mais néanmoins anciennes) marquées par de nombreux sillons et dorsales. Le terrain sombre, qui occupe à peu près un tiers de la surface, contient des argiles et des matières organiques qui pourraient indiquer la composition des impacteurs à partir desquels s'accrétèrent les satellites joviens,.
Le mécanisme de réchauffement requis pour la formation du terrain rainuré de Ganymède est un problème non résolu des sciences planétaires. Le point de vue moderne est que la topographie de ce terrain est de nature tectonique. Il est suggéré que le cryovolcanisme n'a joué qu'un rôle mineur, s'il en a eu un. Les forces qui ont causé dans la lithosphère glacée de Ganymède les tensions nécessaires pour démarrer l'activité tectonique pourraient être liées aux épisodes passés de réchauffement par effet de marée, peut-être provoquées lorsque le satellite a traversé des résonances orbitales instables,. Il se peut que le fléchissement de marée de la glace ait réchauffé l'intérieur et tendu la lithosphère, conduisant au développement de failles formant des horsts et des grabens, ce qui effaça le terrain sombre ancien sur 70 % de la surface,. Il se peut aussi que la formation du terrain rainuré soit liée à la formation précoce du cœur et du réchauffement par effet de marée qui a suivi à l'intérieur de la lune, ce qui pourrait avoir causé une légère expansion de Ganymède de l'ordre de 1–6 % due aux transitions de phase dans la glace et de la dilatation thermique. Durant l'évolution qui suivit, il se peut que des panaches profonds d'eau chaude soient remontés du cœur vers la surface du satellite, conduisant à une déformation tectonique de la lithosphère. La chaleur radioactive à l'intérieur du satellite est la source de chaleur la plus probable. C'est elle qui permet l'existence d'un océan sous-glaciaire. Des modèles de recherche ont révélé que si l'excentricité orbitale était d'un ordre de magnitude plus grand qu'aujourd'hui (comme cela aurait pu être dans le passé), le réchauffement par effet de marée aurait été une source de chaleur plus importante que le réchauffement d'origine radioactive.

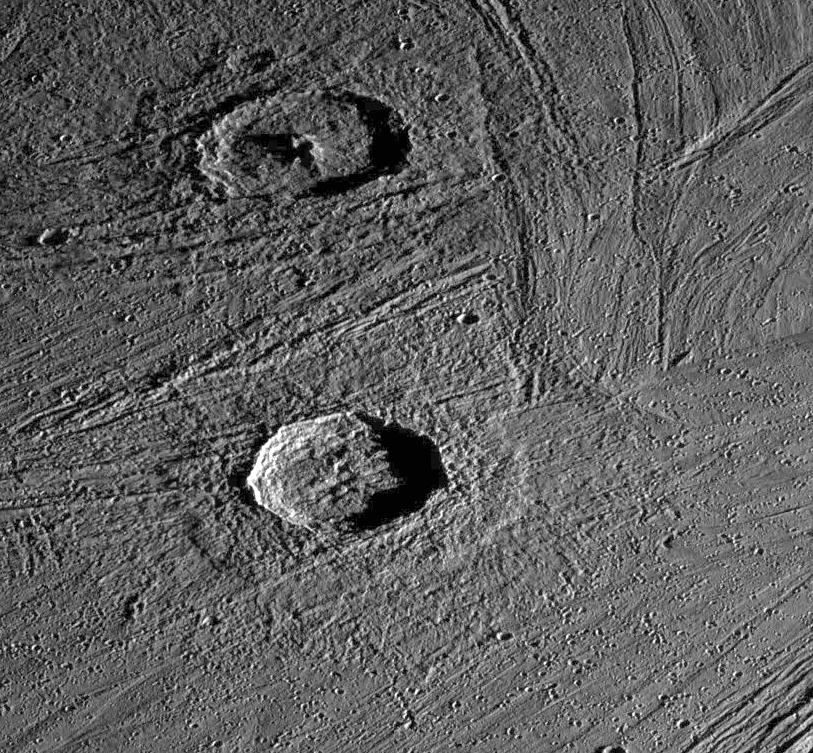
Les cratères Gula et Achelous (en bas de l'image) dans le terrain rainuré de Ganymède, avec des « piédestaux » d'éjectas et des remparts.

Tous les terrains comportent des traces de cratères d'impact, mais leur nombre est particulièrement important pour les parties sombres, lesquelles apparaissent en être criblées et ont grandement évolué en fonction des impacts reçus. Le terrain strié plus clair contient beaucoup moins de traces d'impacts, lesquels sont de faible importance du fait de son évolution tectonique. La densité de ces cratères donne un âge de 4 milliards d'années pour les régions sombres, similaire à celui des hauts plateaux de la Lune, et plus jeune pour les régions claires, mais sans pouvoir déterminer de combien. Il est possible que Ganymède ait fait l’objet comme la Lune d'une période de bombardement intense il y a 3,5 à 4 milliards d'années. Si c'est le cas, alors la vaste majorité des impacts s'est produite à cette époque, le taux de bombardement étant beaucoup plus faible depuis. Les cratères recouvrent certains sillons et sont cisaillés par d'autres, indiquant que ceux-ci sont anciens. Des cratères plus jeunes, comportant des raies d'éjectas, sont également visibles,. À la différence de ceux de la Lune et de Mercure, les cratères de Ganymède sont assez plats, ne présentant pas les anneaux et les dépressions centrales qui sont communs sur ces corps. Il est possible que cela soit dû à la nature de la croûte de glace de Ganymède qui peut s'écouler et adoucir les reliefs. Les cratères anciens dont le relief a disparu et qui n'ont laissé qu'une sorte de cratère « fantôme » sont connus sous le nom de palimpsestes.
Une des structures importantes sur Ganymède est d'ailleurs une plaine sombre nommée région de Galilée, ainsi qu'une série de sillons concentriques, probablement créés lors d’une période d’activité géologique.
Ganymède possède aussi des calottes polaires, probablement composées de glace d'eau. Le givre s'étend jusqu'à 40° de latitude. Ces calottes polaires ont été observées pour la première fois par la sonde Voyager. Les théories au sujet de la formation des calottes incluent la migration de l'eau aux hautes latitudes et le bombardement de la glace par le plasma. Les données de Galileo suggèrent que la seconde explication est valide. La présence d'un champ magnétique sur Ganymède a pour conséquence un bombardement plus intense en particules chargées à la surface des régions polaires non protégées ; une pulvérisation qui conduit à la redistribution des molécules d'eau, avec le givre migrant au niveau des zones localement plus froides au sein des régions polaires.
Ganymède possède une bosse équatoriale d'environ 600 km de diamètre et trois kilomètres de haut. Sa découverte a été annoncée en mars 2015.

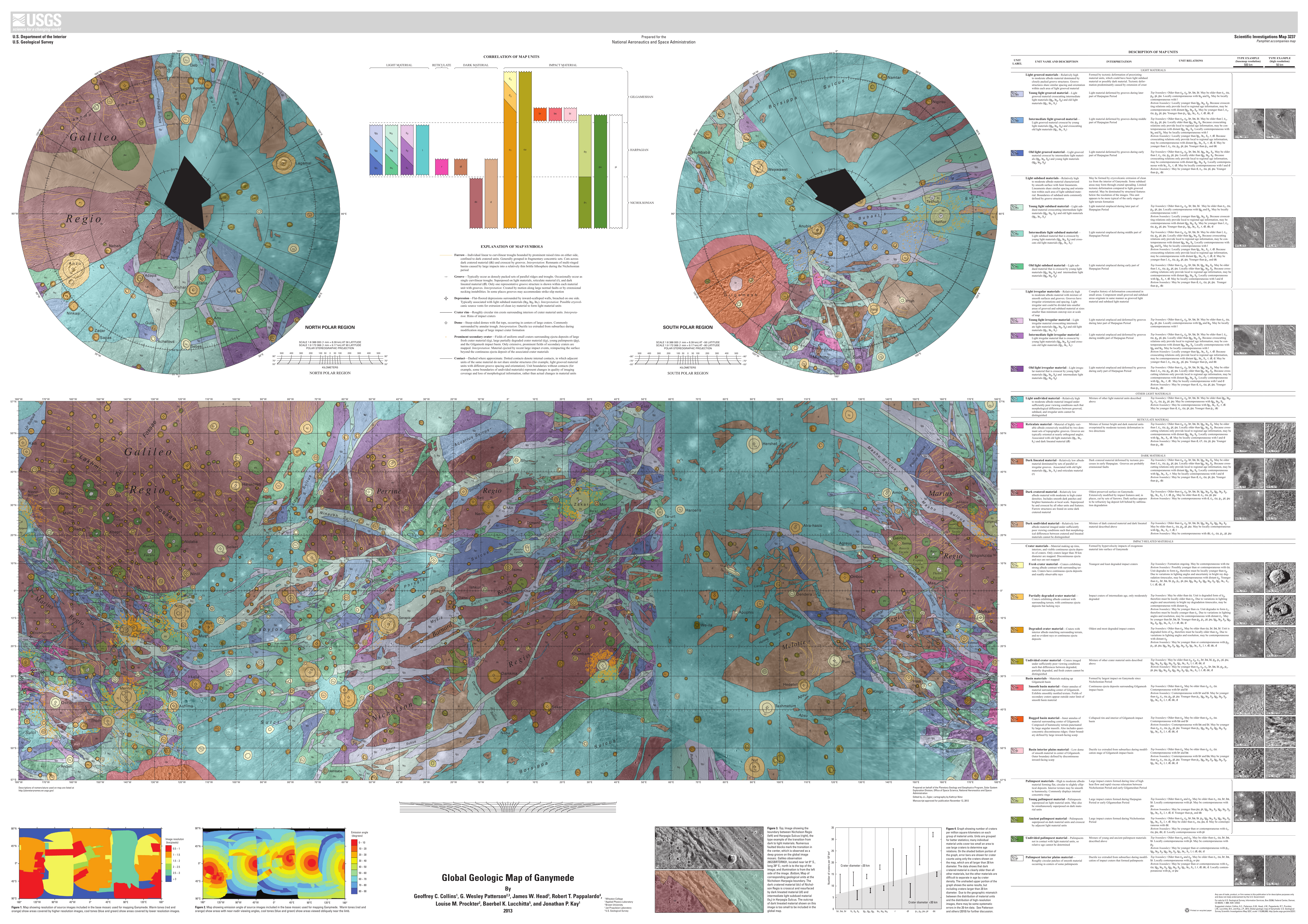
Carte géologique de Ganymède (11 février 2014).

#### Système de coordonnées
Un cratère nommé Anat fournit le point de référence pour mesurer la longitude sur Ganymède. Par définition, Anat est à 128 degrés de longitude.

#### Toponymie
Comme pour les autres objets du Système solaire, la toponymie de la surface de Ganymède obéit à une nomenclature stricte de la part de l'Union astronomique internationale :
- les catenae sont nommées d'après des divinités et héros des civilisations du Croissant fertile. Seuls quatre sont nommés : Enki, Khnum, Nanshe et Terah[102] ;
- les cratères portent également de tels noms, comme Gilgamesh, Ilos ou Nidaba. Ganymède compte 131 cratères nommés[103] ;
- les faculae sont nommées d'après des lieux associés aux mythes égyptiens, comme Memphis ou Thèbes. Ganymède en compte 17[104] ;
- les fossae le sont d'après des divinités du Croissant fertile : Lakhamu, Lakhmu et Zu[105] ;
- les paterae font référence à des canaux asséchés de la région du Croissant fertile. Ganymède en compte 6 nommés[106] ;
- les cinq regiones rendent hommage aux astronomes ayant découvert les satellites de Jupiter : Barnard, Galileo, Marius, Nicholson et Perrine[107] ;
- les sulci portent les noms de lieux associés aux mythes du Croissant fertile[108].

### Atmosphère et ionosphère
En 1972, une équipe d'astronomes indiens, britanniques et américains travaillant à Java et à Kavalur affirma avoir détecté une atmosphère fine autour du satellite durant une occultation, durant laquelle Jupiter et lui passèrent devant une étoile. Elle estima une pression à la surface d'environ 0,1 Pa. Cependant, Voyager 1 observa en 1979 l'occultation de l'étoile κ Centauri lors de son survol de la planète et fournit des résultats différents. Les mesures d'occultation ont été conduites dans le spectre ultraviolet (dans des longueurs d'onde inférieures à 200 nm) ; elles étaient bien plus sensibles à la présence de gaz que les mesures de 1972 dans le spectre visible. Aucune atmosphère ne fut révélée par les données de Voyager. La limite haute de la densité numérique des particules de surface fut établie à 1,5 × 109 cm−3, ce qui correspond à une pression de surface de moins de 2,5 µPa. Cette dernière valeur est plus basse de presque cinq ordres de grandeur que l’estimation de 1972.

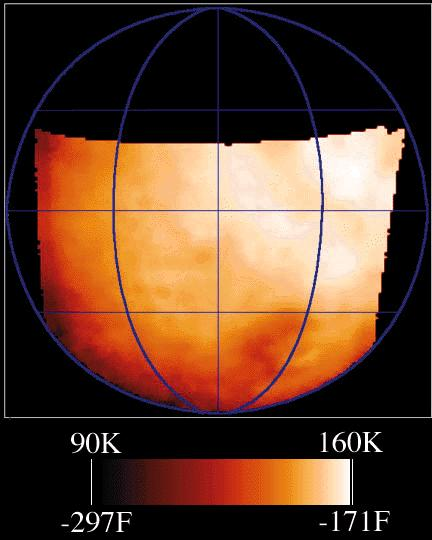
Carte en fausses couleurs des températures à la surface de Ganymède.

Malgré les données de Voyager, des preuves de l'existence d'une atmosphère d'oxygène ténue sur Ganymède, une exosphère très similaire à celle trouvée sur Europe, furent trouvées par le télescope spatial Hubble en 1995,. Il observa en fait la lumière du ciel nocturne de l'oxygène atomique (O) dans l'ultraviolet lointain au longueurs d'onde 130,4 nm et 135,6 nm. Une telle luminescence est excitée lorsque de l'oxygène moléculaire est dissocié par des impacts d'électrons, preuve de l’existence d'une atmosphère significative composée majoritairement de molécules de dioxygène (O2). La densité numérique de surface se situe probablement entre 1,2 × 108 cm−3 et 7 × 108 cm−3, ce qui correspond à une pression de surface entre 0,2 µPa et 1,2 µPa,. Ces valeurs sont en accord avec la valeur maximale établie par Voyager en 1981. L'oxygène n'est pas une preuve de l'existence de la vie ; les chercheurs supposent qu'elle est produite lorsque la glace d'eau à la surface de Ganymède est séparée en hydrogène et en oxygène par radiation, avec l’hydrogène perdu dans l'espace bien plus rapidement du fait de sa masse atomique faible. La luminescence observée sur Ganymède n'est pas aussi spatialement homogène que celle d'Europe. Le télescope spatial Hubble observa deux points brillants situés dans les hémisphères Nord et Sud vers environ 50° de latitude, exactement là où se trouve la limite entre les lignes ouvertes et fermées du champ magnétique ganymédien (cf. infra). Les points brillants sont probablement des aurores polaires créées par la précipitation de plasma le long des lignes de champ ouvertes.
L'existence d'une atmosphère neutre implique celle d'une ionosphère, car les molécules d'oxygène sont ionisées par les impacts d'électrons énergétiques provenant de la magnétosphère et le rayonnement ultraviolet extrême. Cependant, la nature de l'ionosphère ganymédienne est aussi controversée que la nature de son atmosphère. En effet, certaines mesures de Galileo retrouvèrent une densité d'électrons élevée à proximité de Ganymède, suggérant ainsi une ionosphère, tandis que d'autres ne réussirent pas à détecter quoi que ce soit. La densité d'électrons près de la surface est estimée par différentes sources entre 400 cm−3 et 2 500 cm−3. En 2008, les paramètres de l'ionosphère de Ganymède ne sont pas encore bien limités.
Une autre preuve de l’existence d'une atmosphère d’oxygène provient des détections spectrales des gaz piégés dans la glace à la surface de Ganymède. La détection des bandes spectrales de l’ozone (O3) fut annoncée en 1996. En 1997, une analyse spectroscopique révéla les caractéristiques d'absorption de dimères d'oxygène moléculaire (ou molécule diatomique). Ce genre d'absorption ne peut se produire que si l'oxygène est dans une phase dense. Le meilleur candidat est de l'oxygène moléculaire piégé dans la glace. La profondeur des bandes d’absorption de dimères dépend de la latitude et de la longitude et non de l'albédo de surface ; elles tendent à s'amenuiser avec l'augmentation de la latitude sur Ganymède, tandis que celles de l'O3 montrent une tendance opposée. Une expérience de laboratoire a trouvé que l'O2 ne produit pas de groupements ou de bulles, mais plutôt une dissolution dans la glace à la température relativement chaude de la surface de Ganymède, à 100 K (−173 °C).
Une recherche de sodium dans l'atmosphère en 1997 à la suite de sa découverte sur Europe ne donna rien. Le sodium est au moins 13 fois moins abondant autour de Ganymède que d'Europe, peut-être à cause d'un manque relatif à sa surface ou parce que sa magnétosphère repousse les particules énergétiques. L'atome d'hydrogène est un autre composant mineur de l'atmosphère ganymédienne. Des atomes d'hydrogène furent observés jusqu'à 3 000 km de la surface de Ganymède. Leur densité à la surface est d'environ 1,5 × 104 cm−3.

### Magnétosphère
Le premier survol de Ganymède par la sonde Galileo a permis de découvrir que Ganymède possède son propre champ magnétique, contenu dans la magnétosphère de Jupiter. Ganymède est le seul satellite naturel présentant une magnétosphère. Le champ magnétique intrinsèque de Ganymède est probablement engendré de façon similaire à celui de la Terre, par déplacement de matériau conducteur dans ses couches internes, probablement dans son noyau métallique. Ganymède possède également un champ magnétique induit, indiquant qu'il possède une couche qui agit comme un conducteur. L'hypothèse est que ce matériau conducteur est une couche d'eau liquide contenant du sel, située à 150 km sous la surface et prise en sandwich entre deux couches de glace de densités différentes.
Ganymède est le corps solide le plus concentré connu dans le Système solaire, ce qui suggère qu'il est totalement différencié et possède un noyau métallique. Le champ magnétique de Ganymède serait produit par convection thermique dans le noyau. Des mouvements de convection à l'intérieur du manteau se sont peut-être produits par le passé.

Champ magnétique du satellite jovien Ganymède, qui est intégré dans la magnétosphère de Jupiter. Les lignes de champ fermées sont soulignées par une couleur verte.

La sonde Galileo a effectué six survols rapprochés de Ganymède durant la période 1995-2000 (G1, G2, G7, G8, G28 et G29) et découvrit que Ganymède a un moment magnétique permanent (intrinsèque) indépendant du champ magnétique de Jupiter. La valeur du moment est d'environ 1,3 × 1013 T m3, ce qui est trois fois plus que le moment magnétique de Mercure. Le dipôle magnétique est incliné de 176° par rapport à l'axe de rotation, ce qui signifie qu'il est dirigé contre le moment magnétique de Jupiter. Son pôle nord se trouve sous le plan orbital. Le champ magnétique du dipôle créé par ce moment permanent a une intensité de 719 ± 2 nT au niveau de l’équateur de Ganymède, soit plus puissant que le champ magnétique jovien à la distance de Ganymède (environ 120 nT). Le champ équatorial de Ganymède est dirigé contre celui de Jupiter, ce qui rend possible la reconnexion. La force du champ intrinsèque est deux fois plus importante aux pôles qu'à l'équateur (1 440 nT).
| Vue d'artiste de Ganymède avec ses aurores polaires côté nocturne et Jupiter visible à gauche en arrière-plan · Illustration centrée Ganymède avec ses aurores polaires. |

Le moment magnétique permanent découpe une partie de l'espace autour de Ganymède, créant une minuscule magnétosphère intégrée à celle de Jupiter, en faisant ainsi la seule lune du système solaire avec cette caractéristique. Son diamètre est de 4–5 RG (RG = 2 631,2 km). La magnétosphère ganymédienne a une région de lignes de champ fermées situées sous les 30° de latitude, là où les particules chargées (électrons et ions) sont piégées, créant une sorte de ceinture de Van Allen. L'espèce principale d'ion dans la magnétosphère est l'oxygène ionisé (O+), ce qui cadre bien avec l'atmosphère d'oxygène ténue de Ganymède. Dans les régions de banquise polaire, à des latitudes supérieures à 30°), les lignes du champ magnétique sont ouvertes, connectant Ganymède avec l'ionosphère de Jupiter. Dans ces zones, des électrons et des ions énergiques (de plusieurs dizaines de milliers d'électron-volts) ont été détectés, ce qui pourrait être la cause des aurores polaires observées autour des pôles du satellite. De plus, les ions lourds se précipitent en continu sur la surface polaire de Ganymède, pulvérisant et assombrissant la glace.
L'interaction entre le plasma des atmosphères ganymédienne et jovienne ressemble beaucoup à celle entre le vent solaire et la magnétosphère terrestre,. Le plasma en co-rotation avec Jupiter influence le côté de la traînée de la magnétosphère du satellite pratiquement comme le fait le vent solaire sur la magnétosphère de la Terre. La différence principale est que la vitesse du flot de plasma est supersonique dans le cas de la Terre et subsonique dans le cas de Ganymède. À cause de ce flot subsonique, il n'y a pas d'arc de choc dans l'hémisphère de la queue magnétique de Ganymède.
En plus d'un moment magnétique induit, Ganymède possède un champ magnétique dipolaire induit. Son existence est connectée avec la variation du champ magnétique jovien à proximité du satellite. Le moment induit est dirigé radialement vers ou depuis Jupiter suivant la direction de la partie variable du champ magnétique planétaire. Le moment magnétique induit est d'un ordre de magnitude plus faible que l'intrinsèque. L'intensité du champ magnétique induit au niveau de l'équateur magnétique est d'environ 60 nT, soit la moitié du champ jovien ambiant. Le champ magnétique induit de Ganymède est similaire à ceux de Callisto et d'Europe, indiquant que cette lune a elle aussi un océan sous-glaciaire à haute résistivité.
Puisque la structure interne de Ganymède est complètement différenciée et possède un cœur métallique,, son champ magnétique propre est probablement engendré d'une manière similaire à celui de Terre, c'est-à-dire comme résultat du mouvement de matériaux conducteurs à l'intérieur,. Le champ magnétique détecté autour de Ganymède est probablement causé par convection compositionnelle dans son cœur s'il est produit par un effet dynamo, ou par magnéto-convection,.
Malgré la présence d'un cœur en fer, la magnétosphère de Ganymède reste une énigme, notamment en raison de l’absence de cet élément pour des astres semblables. Certaines recherches ont suggéré qu'étant donnée sa relative petite taille, le cœur devrait s'être refroidi suffisamment pour atteindre le point où les mouvements de fluides et le champ magnétique auraient dû s'arrêter. Une explication serait que les mêmes résonances orbitales proposées au sujet des perturbations de sa surface auraient permis au champ magnétique de persister. Avec l’excentricité de Ganymède produisant un effet de pompage et le chauffage de marée s’accroissant pendant ces résonances, le manteau pourrait avoir réchauffé le cœur et ainsi avoir évité son refroidissement. Une autre explication propose les restes de magnétisation des roches silicatés du manteau, ce qui serait possible si le satellite avait un champ engendré par dynamo beaucoup plus important dans le passé.

### Anneaux
En 1999, un disque de débris en forme d'anneau a été mis en évidence par le détecteur de poussières Heidelberg embarqué à bord de Galileo, tout comme pour Europe et Callisto.
Sa découverte a été annoncée le 2 juin 1999 par un communiqué de presse de l'Institut Max-Planck de physique nucléaire et de la NASA,.

## Origine et évolution

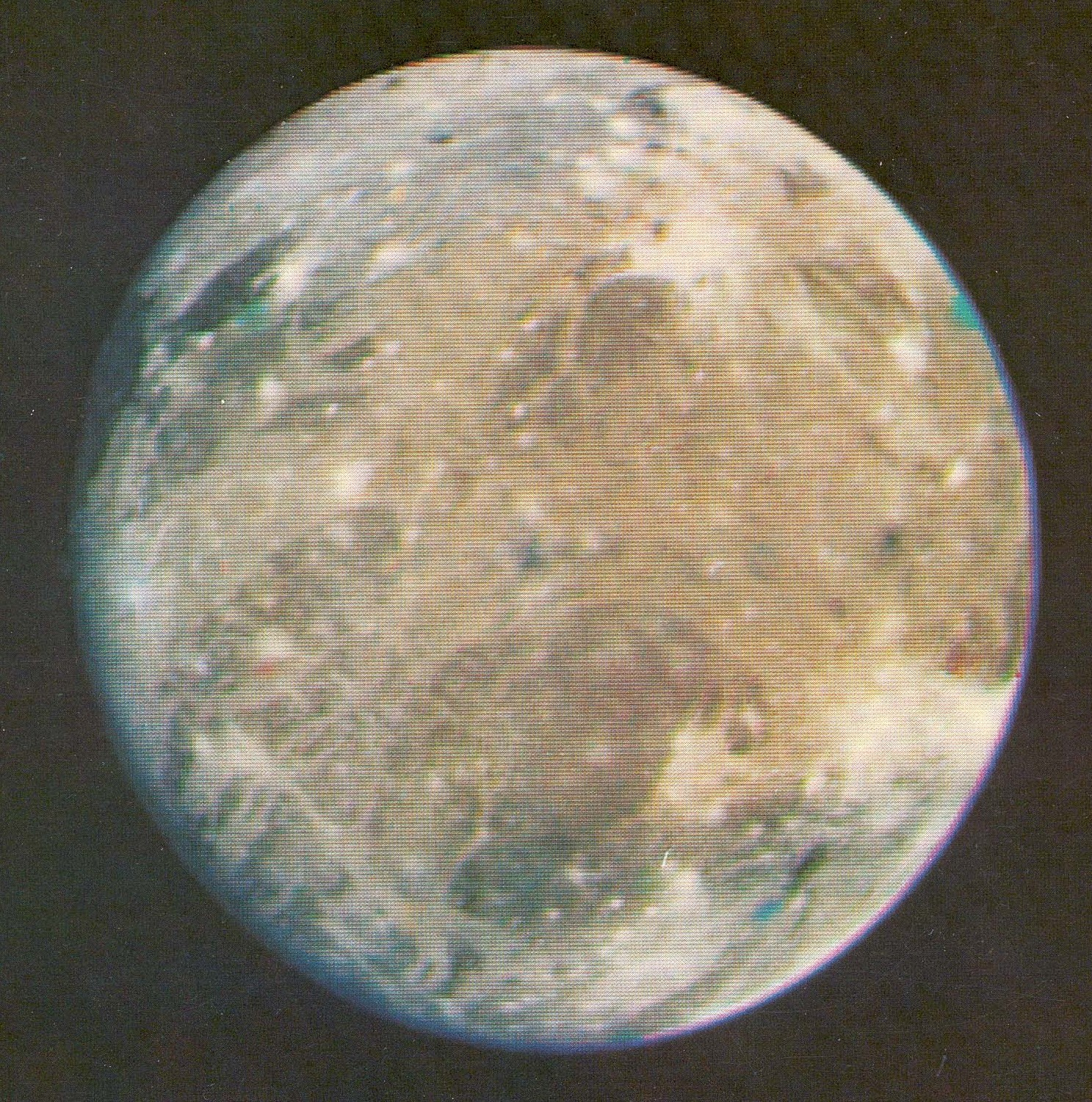
Photographie de Ganymède par Voyager 1.

Ganymède s'est probablement formé par accrétion dans la sous-nébuleuse de Jupiter, un disque de gaz et de poussières entourant Jupiter après sa formation. L'accrétion de Ganymède a probablement pris environ 10 000 ans, bien moins que les 100 000 ans estimés pour Callisto. La sous-nébuleuse jovienne pourrait avoir été relativement « affamée en gaz » lorsque les satellites galiléens se sont formés ; cela expliquerait la plus longue accrétion de Callisto. En revanche, Ganymède s'est formé plus près de Jupiter, où la sous-nébuleuse était plus dense, ce qui explique des délais de formation plus courts. Cette formation relativement rapide a évité la fuite de la chaleur accrétionnelle, ce qui pourrait avoir conduit à une fonte de la glace et à une différenciation, à savoir la séparation entre les roches et la glace. Les roches se sont rassemblées au centre, formant le cœur. À cet égard, Ganymède est différent de Callisto, laquelle a échoué à fondre et à se différencier tôt du fait de la perte de chaleur accrétionnelle durant sa formation plus lente. Cette hypothèse explique pourquoi les deux lunes joviennes ont l’air si différentes malgré leurs masse et composition similaires,. Des théories alternatives expliquent la plus grande chaleur interne de Ganymède à partir de fléchissements dus aux marées ou bien d'un martèlement plus intense durant le Grand bombardement tardif,,.
Après sa formation, le noyau ganymédien a largement retenu la chaleur accumulée pendant l’accrétion et la différenciation, ne la libérant que lentement dans le manteau de glace comme une batterie thermale. Le manteau a ensuite transféré cette chaleur par convection jusqu’à la surface. Rapidement, la désintégration des éléments radioactifs à l’intérieur des roches a encore plus réchauffé le noyau, causant une différenciation accrue : il se forma ainsi un noyau interne en fer et sulfure ferreux et un manteau de silicates. Grâce à cela, Ganymède est devenu un corps entièrement différencié. Par comparaison, la chaleur radioactive de Callisto, qui n'est pas différenciée, causa une convection à l’intérieur de la glace, ce qui eut pour effet de la refroidir et d’éviter sa fonte à grande échelle et ainsi une différenciation rapide. Les mouvements de convection de Callisto n’ont conduit qu'à une différenciation partielle de la roche et de la glace. Aujourd'hui, Ganymède continue de se refroidir lentement. La chaleur dégagée par son noyau et son manteau de silicates permet l’existence d’un océan sous-glaciaire, tandis que le lent refroidissement du noyau liquide de Fe–FeS crée une convection et engendre un champ magnétique. Le flux de chaleur sortant actuellement de Ganymède est probablement plus important que celui de Callisto.

### Ganymède vs Callisto
Bien qu'elles soient voisines et de taille comparable, les deux lunes Ganymède et Callisto semblent avoir des structures internes très différentes. Les données de la mission Galileo indiquent que Ganymède s'est complètement différenciée en un noyau métallique, un manteau rocheux et une croûte de glace, tandis que Callisto n'est que partiellement différenciée, composée d'un mélange relativement homogène de roche et de glace.
Cette dichotomie peut s'expliquer malgré une composition identique, des conditions de formation similaires et une même distribution de tailles d'impacteurs. Ganymède aurait atteint très tôt, lors de sa formation, les températures nécessaires à une fusion globale, tandis que Callisto, formée dans une région plus froide du disque, n'aurait pas franchi le seuil de fusion de la glace d'eau, bien qu'elle ait pu incorporer une part importante d'impacteurs de grande taille. Ganymède, plus massive et formée plus près de Jupiter, a été exposée à des impacts plus énergétiques et à un environnement plus chaud, conditions suffisantes pour déclencher une fusion globale ; Callisto, accrétée plus loin dans une région plus froide, a conservé une structure peu différenciée,.

## Dans la culture
Ganymède a fait l'objet d'une colonisation (voire d'une terraformation) dans plusieurs œuvres notoires de science-fiction (SF). C'est ainsi le cas dans :
- Farmer in the Sky de Robert A. Heinlein, un roman publié en 1953, et d'autres de ses œuvres telles que The Rolling Stones (1952), Double Étoile (1956), Le Ravin des ténèbres (1970) et Variable Star ;
- le reste la littérature de SF du même demi-siècle, avec le roman court The Snows of Ganymede par Poul Anderson de 1954, le roman 2061 : Odyssée trois d'Arthur C. Clarke de 1987 et les deux nouvelles d'Isaac Asimov Not Final! (1941) et Victory ‘Unintentional’ de 1942[44] ;
- La série de romans et la série télévisée The Expanse (2017)[140] ;
- la série animée Cowboy Bebop, où Ganymède est aussi la lune où sont péchés les rats marins[réf. nécessaire].
- Sens Hexalogie de Romaric Briand, un jeu de rôle de science-fiction philosophique en 6 tomes. Ganymède est exploité par l'Empire car les ressources terriennes sont inaccessibles du fait de "La Guerre des Immortels".